# (4751) Alicemanning
(4751) Alicemanning es un asteroide perteneciente al cinturón de asteroides, descubierto el 17 de enero de 1991 por Brian G. W. Manning desde el Stakenbridge Observatory, Kidderminster, Reino Unido.

## Designación y nombre
Designado provisionalmente como 1991 BG. Fue nombrado Alicemanning en honor a "Alice K. Manning", esposa del descubridor, por su apoyo y ánimo por la afición de su esposo a lo largo de muchos años.

## Características orbitales
Alicemanning está situado a una distancia media del Sol de 3,170 ua, pudiendo alejarse hasta 3,717 ua y acercarse hasta 2,622 ua. Su excentricidad es 0,172 y la inclinación orbital 2,609 grados. Emplea 2061 días en completar una órbita alrededor del Sol.

## Características físicas
La magnitud absoluta de Alicemanning es 12,2. Tiene 17,595 km de diámetro y su albedo se estima en 0,09.